# Jaegyu Knoll
Jaegyu Knoll är en kulle i Antarktis. Den ligger i Västantarktis. Argentina, Chile och Storbritannien gör anspråk på området.
Terrängen runt Jaegyu Knoll är lite kuperad. Havet är nära Jaegyu Knoll åt sydväst. Trakten är obefolkad. Det finns inga samhällen i närheten. 